# Miika Tenkula
Miika Tenkula (Muhos, 6 marzo 1974 – Muhos, 18 febbraio 2009) è stato un chitarrista e cantante finlandese, è stato la prima chitarra e il principale autore delle canzoni della band finlandese Sentenced. È stato anche il primo cantante dal 1989 al tardo 1992 e bassista nel 1996.
È morto nella sua casa di Muhos il 18 febbraio 2009 a seguito di un infarto causato da una malformazione cardiaca di origine genetica. È stato sepolto al cimitero Kirkkosaari di Muhos, sua città natale.

## Strumentazione
Tenkula in sede live usava chitarre Gibson Les Paul Studio con pickup EMG 81-89, processori multieffetto BOSS GT-3 e amplificatori Laney GH100L.